# Gryfów Śląski
Gryfów Śląski (en allemand : Greiffenberg) est une ville de Pologne, située dans le sud-ouest du pays, dans la voïvodie de Basse-Silésie. Elle est le chef-lieu de la gmina de Gryfów Śląski, dans le powiat de Lwówek Śląski.

## Géographie

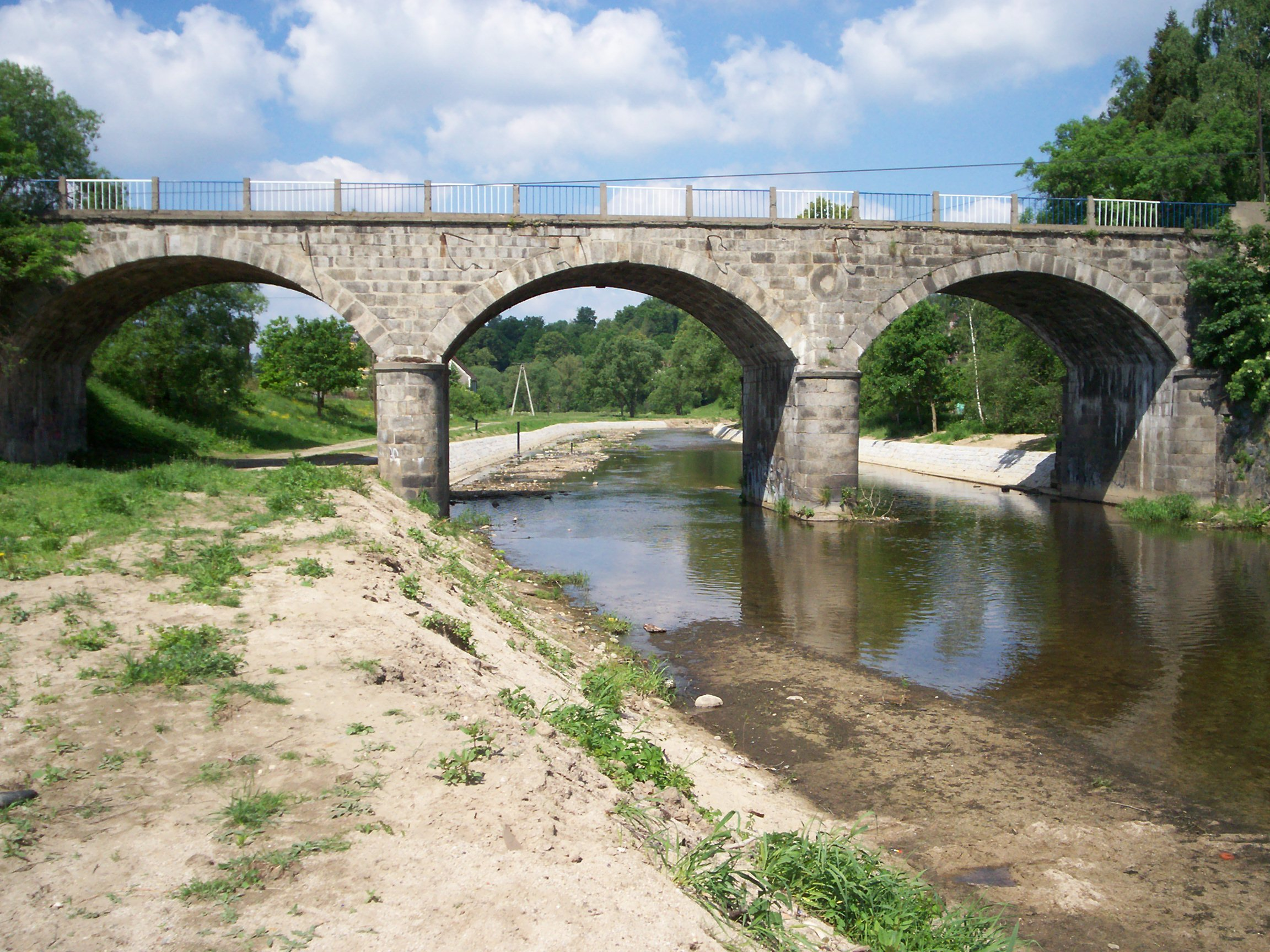
Pont traversant la Kwisa.

La ville est située dans la région historique de Basse-Silésie sur la rive droite de la Kwisa qui, du nord au sud, constitue la frontière avec la région de Haute-Lusace. Le centre-ville se trouve sur la route menant de Görlitz/Zgorzelec à Jelenia Góra, à 18 kilomètres au sud-ouest de Lwówek Śląski.

## Histoire
La ville était probablement fondée sous le règne du duc silésien Bolko Ier au XIIIe siècle ; située dans la vaste étendue forestière qui s'étendait le long de la frontière avec la Haute-Lusace à l'ouest et le royaume de Bohême au sud. Appartenant au duché de Schweidnitz-Jauer, Gryfów (nommé d'après la créature du Griffon) a acquis les droits municipaux en 1354. Après le décès du duc Bolko II le Petit en 1368, les domaines sont passés à Venceslas de Luxembourg, le fils d'Anne de Schweidnitz et futur roi de Bohême.
Au sein des pays silésiens de la couronne de Bohême, la ville fut dévastée pendant les croisades contre les hussites au XVe siècle et de plusieurs fois par des inondations et des incendies. L'église paroissiale et la mairie furent remis en état au début du XVIe siècle. Au cours de la guerres de Silésie, Greiffenberg passa sous la domination du royaume de Prusse en 1742 ; la ville fit ainsi partie de l'arrondissement de Löwenberg-en-Silésie dans la province prussienne de Silésie (Basse-Silésie) jusqu'à la fin de la Seconde Guerre mondiale.
Au cours du déplacement de la frontière entre l'Allemagne et la Pologne sur l’Oder et la Neisse en 1945, la Basse-Silésie et la ville de Gryfów furent cédées à la Pologne.

## Personnalités
- Hermann Steudner (1832–1863), botaniste et explorateur ;
- Rolf Puschmann (de) (1846-1914), peintre sur porcelaine, graphiste, illustrateur et pédagogue d'art
- Curt Joël (1865–1945), homme politique ;
- Arno Schmidt (1914–1979), écrivain, a travaillé à Greiffenberg de 1934 jusqu'à 1940 ;
- Andrzej Chyra (né en 1964), acteur et réalisateur.